# Sciaccò

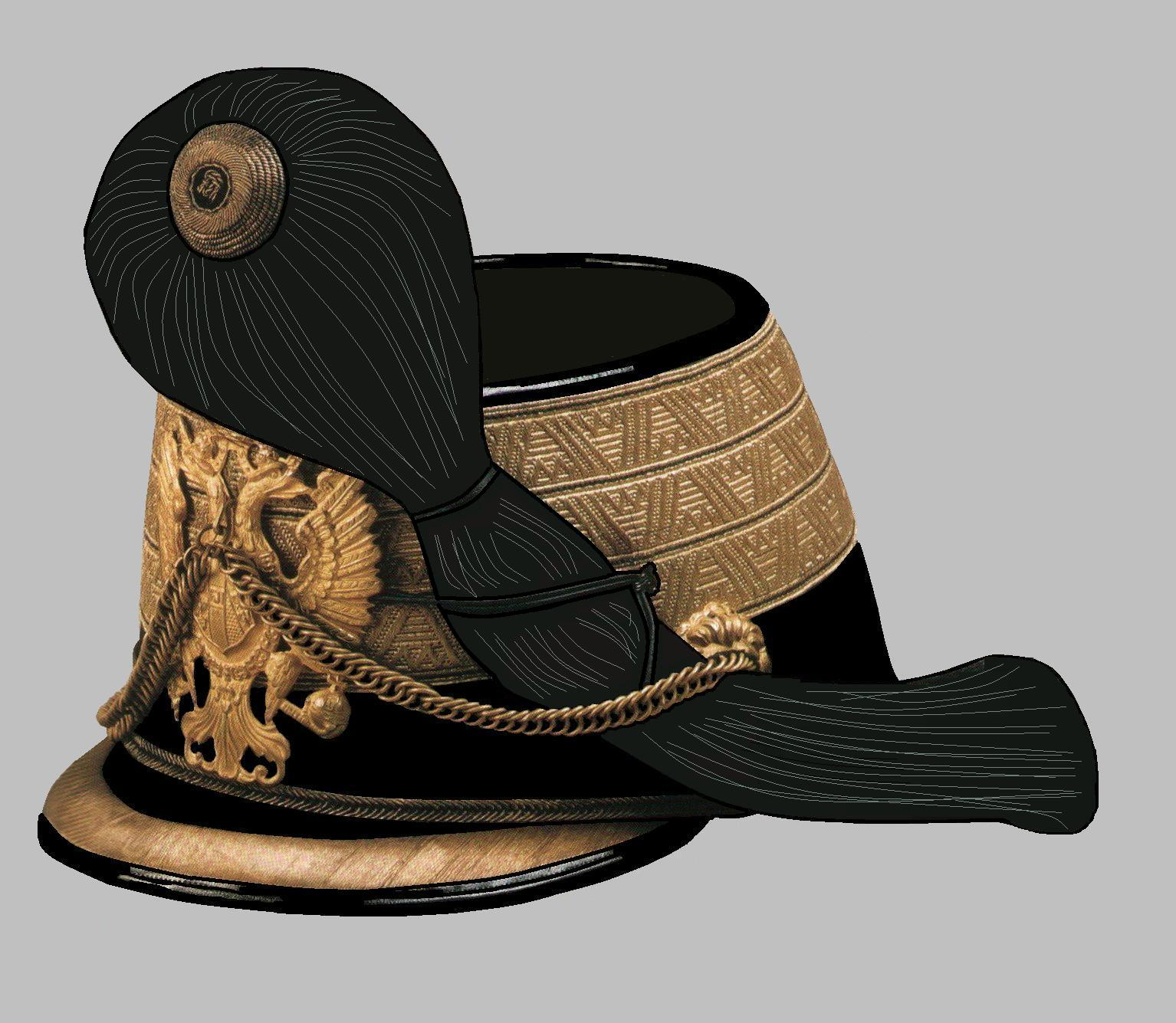
Sciaccò da ufficiale superiore dell'artiglieria austriaca

Lo sciaccò (derivato dall'ungherese csákó, pron. ciacò, o dal polacco czako, attraverso il francese schako) è un copricapo militare che si affermò alla fine del XVIII secolo nell'esercito austriaco (deriva infatti da un termine ungherese che significa copricapo con visiera) e fu prontamente imitato nelle uniformi degli altri eserciti.
È un alto berretto a visiera cilindrico o tronco-conico, scomodo e difficile da portare, il cui scopo era anche quello di fornire una parziale protezione al capo dei soldati specialmente, in ragione della sua altezza, dai fendenti di sciabola della cavalleria.
Nella seconda metà dell'Ottocento fu progressivamente sostituito negli stati tedeschi dagli elmi chiodati e dal chepì.
Alcuni eserciti lo mantennero sino alla prima guerra mondiale, in foggia ridotta paragonabile, seppure più decorata, a quella del francese kepi (o chepì). Attualmente è mantenuto in alcune accademie militari americane.
In Italia, dove ha prevalso sempre la terminologia uniformologica francese, almeno sino al dilagare degli anglicismi, con il termine chepì si definiscono copricapi tradizionali che sono in realtà degli sciaccò.